# Pensieri a vapore
Pensieri a vapore è il primo album in studio degli Akkura.

## Tracce
1. La sirena – 3:20
2. Uomo di sale – 2:54
3. Schiusa e preziosa – 4:48
4. Boucherie – 3:24
5. San Pietroburgo – 4:39
6. L'ultimo gentiluomo – 4:18

## Formazione

### Gruppo
- Sergio Serradifalco - contrabbasso, pianoforte, voce
- Riccardo Serradifalco - voce, chitarra, banjo, mandolino, pianoforte
- Salvo Compagno - percussioni, voce
- Fabio Finocchio - batteria
- Claudio Montalto - tromba, flicorno, glockenspiel

### Altri musicisti
- Marco Terzo - trombone
- Giovanni Macciocu - violoncello